# ヒルドル

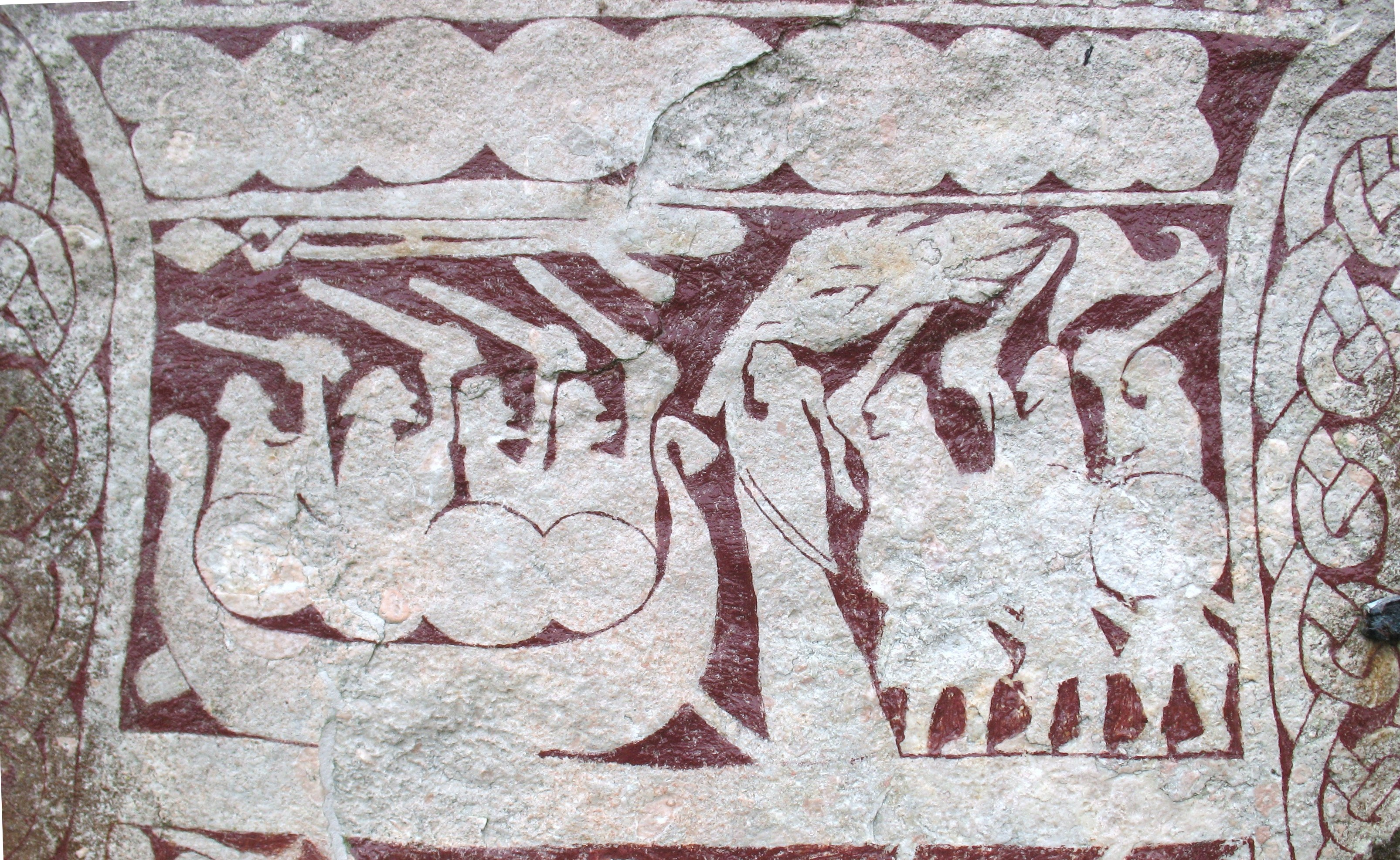
ゴットランド島にある絵画石碑の1つ、Stora Hammars I stoneの細部。2つの軍勢の間に立つ女性はヒルドルだと考えられている。

ヒルドルあるいはヒルド（古ノルド語: Hildr, 「戦い」の意）は、北欧神話に登場するヴァルキュリヤの1人である。ヒルドルはまた、『詩のエッダ』においては、『ヘジンとホグニの伝説』に登場する、ホグニの娘そしてヘジンの妻として登場する。彼女には戦場で死者を蘇らせる力があり、ヘジンとホグニの間で永遠の戦いを続けさせるためにそれを用いた。

## 解説
ヒルドルは、『巫女の予言』や『槍の歌』、そして他の古ノルド語詩(en)において、他のヴァルキュリヤと共に言及される。古ノルド語の単語「hildr」は「戦い」を意味する普通名詞である。そして詩人が戦いの象徴としてヴァルキュリヤを考えたのがいつかは必ずしもはっきりしていない。

## 参考文献

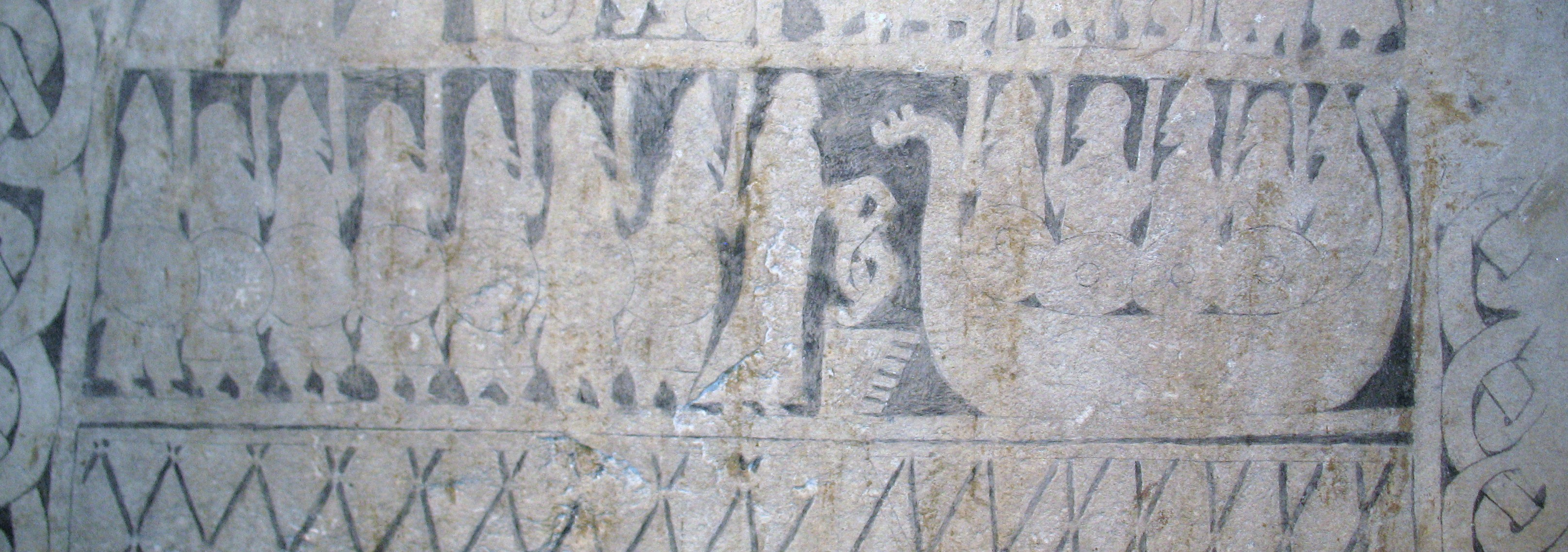
ゴットランド島にある絵画石碑の1つ、Smiss (I) stone の細部。

### 英語版
- Orchard, Andy (1997). Dictionary of Norse Myth and Legend. Cassell. ISBN 0-304-34520-2

※以下は個別に脚注で示した以外の全般の出典である。ただし日本語訳にあたり直接参照していない。
- Brodeur, Arthur Gilchrist (transl.) (1916). The Prose Edda by Snorri Sturluson. New York: The American-Scandinavian Foundation. Available online at http://www.northvegr.org/lore/prose/index.php.
- Jónsson, Finnur (1931). Lexicon Poeticum. S. L. Møllers Bogtrykkeri, København.

### 日本語版
- 「スノリ『エッダ』「詩語法」訳注」谷口幸男訳、『広島大学文学部紀要』第43巻No.特輯号3、1983年。
- H.R.エリス・デイヴィッドソン(en)『北欧神話』米原まり子、一井知子訳、青土社、1992年、ISBN 978-4-7917-5191-4。
- V.G.ネッケル他編『エッダ 古代北欧歌謡集』谷口幸男訳、新潮社、1973年、ISBN 978-4-10-313701-6。